# Agnès Pannier-Runacher
Agnès Pannier-Runacher (París, 19 de junio de 1974) es una política y directiva empresarial francesa. Miembro del partido La República En Marcha ! (LREM), ha sido ministra de Industria en los gobiernos de Édouard Philippe y Jean Castex. En 2022, fue nombrada ministra de Transición Energética en el Gobierno Borne.

## Biografía
Nacida Agnès Runacher, estudió primero en el Instituto de Estudios Políticos de París y más tarde en la Escuela Nacional de Administración (ENA). Entró en el Servicio Civil francés en 2000, trabajando primero en Inspection générale des finances y después en la Assistance Publique – Hôpitaux de Paris en una función directiva. En 2006 fue destinada a la Caisse des dépôts et consignations como subdirectora de estrategia y finanzas. En 2009 fue nombrada directora ejecutiva del Fondo de Inversión Estratégico.

## Carrera empresarial
Pannier-Runacher pasó una temporada en la empresa privada Faurecia en 2011. En 2013 fue nombrada subdirectora de la Compagnie des Alpes, siendo responsable del desarrollo del esquí y centros de ocio.

## Carrera política
Pannier-Runacher fue militante del partido de Emmanuel Macron desde las Elecciones presidenciales francesas de 2017.
Pannier-Runacher fue nombrada ministra adjunta de Industria bajo el mandato del ministro de Estado Bruno Le Maire, el 16 de octubre de 2018. Mantuvo el cargo en el Gobierno Castex